# Wraith: The Oblivion
Wraith: The Oblivion ist ein Pen-&-Paper-Rollenspiel, das in der fiktiven Spielwelt Welt der Dunkelheit (World of Darkness) angesiedelt ist. Die Reihe erschien beim US-amerikanischen Verlag White Wolf. Von Feder und Schwert wurde das Spiel nicht veröffentlicht, aber einzelne Fachbegriffe aus dem Spiel wurden u. a. für das Clanbuch Giovanni aus der Spielserie Vampire: The Masquerade eingedeutscht.
Das Spiel entstammt der „Classic World of Darkness“ und behandelt Gespenster, ruhelose Seelen und das Leben nach dem Tod. Innerhalb der „neuen World of Darkness“ behandelt Geist: The Sin-Eaters ein vergleichbares Thema. Außerdem sind viele Elemente und Begriffe aus Wraith: The Oblivion auch in das Spiel und die Spielwelt von Exalted eingeflossen.

## Spielwelt
Das Spiel etabliert, dass es passieren kann, dass die Seele eines Menschen der in der Spielwelt stirbt nicht verschwindet, sondern in einer Unterwelt zurückbleibt. Dabei spielt es nur eine untergeordnete Rolle, ob die Person gut oder moralisch war oder nicht, sondern einzig, dass sie ausreichend starke Bindungen an etwas Materielles hat. Diese Bindungen sind als Fetters spielrelevanter Wert und können vom Spieler für seinen Charakter gewählt werden. Die meisten Menschen, die sterben haben dies nicht und ihre Seelen sind in der Unterwelt nicht zu finden. Fetters können Einzelobjekte sein wie „Das Kunstwerk, das sich schuf“ oder abstrakte Dinge wie „meine Nachkommen“. Sie müssen immer stoffliche Objekte sein.
Als Wraith (dt. Geist) befindet sich die Seele des Toten zunächst in einer Ektoplasma-Hülle, aus der sich der Wraith wenn er willensstark genug ist befreien kann. Ist dies geschehen, so kann der Wraith sich durch die Shadowlands (dt. Schattenlande) bewegen. Dabei kann er alles in der stofflichen Welt, den Skinlands (dt. Hautlande) sehen und hören, wenn auch nur gedämpft und geprägt von seiner Fähigkeit die Essenz von Leben und Tod in Dingen wahrzunehmen. Daher wird die Umwelt in den Büchern oft als trist, grau und trostlos geschildert. Der Wraith kann durch Anstrengung (und das Aufwenden bestimmter Punkte des Charakters) auch durch feste Objekte, wie geschlossene Türen oder Wände gehen. So hat er die Möglichkeit seinen Fetters nahe zu sein. Da er ein Geist ist, ist der Wraith für die Lebenden gewöhnlich unsichtbar.
Dennoch hat der Wraith einen Corpus genannten Körper, der ihm erlaubt mit anderen Wraith und Objekten in den Schattenlanden zu interagieren. Der Corpus sieht zunächst aus wie das Selbstbild des Toten.
Neben den Fetters hat jeder Spieler für seinen Wraith auch Ziele festzulegen: die Passions. Wann immer der Wraith etwas tut, was dieser Passion dienlich ist erhält er in der Regelmechanik eine bestimmte Anzahl an Energiepunkten zurück, genannt Pathos. Passions können beendbare Aufgaben sein, oder Unterfangen mit offenen Ende. Jeder Passion wird außerdem passende eine Emotion zugeordnet. Wenn der Wraith etwas tut, was dieser Emotion entspricht, dann erhält er nur einen Pathos-Punkt. Beispiel für Passions wären „Meine Forschung soll Anerkennung erfahren (Stolz)“ oder „Meine Nachkommen beschützen (Pflichtbewusstsein)“. Zu beachten ist, dass z. B. für „Meine Nachkommen beschützen“ auch „Liebe“ eine passende Basisemotion sein könnte. Es gibt eine Obergrenze für Pathospunkte.
Es kommt vor, dass sich in den Schattenlanden Portale öffnen, die in eine Dimension des ewigen Sturms führen: den Tempest. Innerhalb des Tempest gibt es sichere Wege und Zonen der Ruhe, in denen verschiedene Wraith dauerhaft leben. Wurden alle Fetter eines Wraith zerstört, so kann er sich nur nicht in diesem Teil der Unterwelt aufhalten. In einer dieser ruhigen Zonen, an der Mündung des Flusses Styx liegt die größte Metropole der Wraith: Stygia.
Tatsächlich haben die Wraith unterschiedlicher Kulturen eigene Reiche geschaffen sowie ein Staatssystem aufgebaut. Das von Stygia aus geführte Imperium (auch stygianisches Imperium) ist dabei der Standardschauplatz für das Spiel. Das Imperium kontrolliert auch die Schattenlade in weiten Teilen der westlichen Welt. Dabei hat der Staat verschiedene Elemente des römischen Imperiums übernommen. Nominell gehören auch alle Wraith dieser Region zum Imperium, genauer, zu einer der Legions (dt. Legionen), abhängig von der Art seines Todes. Der Regierungsapparat des Imperiums ist die Hierarchy (dt. Hierarchie).
Neben den Legionen, gibt es aber auch die Guilds (dt. Gilden). So wurden die Zusammenschlüsse von Wraith genannt, die eine bestimmte übernatürliche Fähigkeit, eines der Arcanoi besonders gut beherrschten und praktizierten. Vergleichbar mit den Handwerker-Gilden im Mittelalter. Die Gilden sind dabei durch die Hierarchie nominell verboten, doch existieren zumeist im Verborgenen weiter. Das Erlernen eines Arcanoi führt auch zu bestimmten charakteristischen Veränderungen am Corpus des Wraith, so dass man Wraith die in der Anwendung eines Arcanoi versiert sind, oft auch erkennen kann.
Es gibt keine klare Zielvorgabe, neben den vom Spieler selbst gewählten Passions. Es gibt allerdings Ziele, die innerhalb der Wraith-Kultur als erstrebenswert betrachtet werden, oder eben nicht. Viele Wraith glauben an Transcendence, also dass sie eine Art Erfüllung erfahren und dadurch ihre Existenz als Wraith positiv beendet ist. Solche Wraith sind Heretics (dt. Ketzer oder Häretiker), da die Hierarchie vorgibt, dass Transzendenz weder erreichbar noch erreichenswert ist. Häretiker mutmaßen auch, dass all die Seelen verstorbener, die nicht in den Schattenlanden auftauchen sofort diese Transzendenz erreicht haben. Andere Wraith glauben, dass ihre Erfüllung in einem Paradies liegt, entsprechend ihrer Religion zu Lebzeiten. Als solche Paradiese werden die Far Shores (dt. ferne Ufer) angesehen, die man durch den Tempest erreichen kann, doch wohl nur mit Hilfe mysteriöser Wraith die als Ferrymen bekannt sind.
Auf der anderen Seite gibt es Oblivion (dt. das Vergessen). Dabei handelt es sich um eine Macht die Wraith vernichten will. Dazu nutzt Oblivion böse Geister, sog. Spectre, die zumeist selbst Wraith waren, aber dann ihrer dunklen Seite erlegen sind.
Diese dunkle Seite eines Wraith ist der Shadow. Ein böses Bewusstsein, dass den Wraith dazu verleitet Dinge zu tun, die seinen Fettern oder Passions schaden und unter bestimmten Umständen auch kurzzeitig die Kontrolle über den Corpus des Wraith erlangen kann. Der Shadow ist dabei eine Besonderheit von Wraith: The Oblivion gegenüber anderen Rollenspielen, da das Regelwerk vorsieht, dass jeder Spieler den Shadow eines anderen Spielercharakters zusätzlich zu seinem eigenen Charakter darstellt. Dazu sollte jeder Spieler ggf. eine Maske aufsetzen oder mit verstellter Stimme sprechen, um zu verdeutlichen, dass er nun als der ihm zugeteilte Shadow eines anderen Charakters spricht und nur dieser ihn hören kann.
Wraith, die ihrem Shadow erliegen, werden selbst zu Spectren, weswegen die Wraith-Gesellschaft vorsieht, dass willensschwache Wraith und ggf. auch Verbrecher in die Soul Forges (dt. Seelenschmieden) gebracht werden. Wraith die neu entstandene Wraith aus ihren Ektoplasma-Hüllen ziehen werden als Reaper bezeichnet und sind dafür bekannt, das sie diese oft ebenfalls in die Schmieden schaffen. In den Schmieden wird der Corpus des Wraith zu einem nützlichen Gegenstand verarbeitet und sein Bewusstsein weitgehend zerstört. Häufigster Gegenstand dieser Art ist eine Münze der Währung in Stygia, der Obolus. Wesen, die einmal in den Seelenschmieden waren, sind auf ewig in ihrer neuen Form gefangen und ohne klaren Verstand. Daher können sie nicht ihrem Shadow nachgeben und zu gefährlichen Spectren werden.

### Die Gesetze Stygias
Vom Gründer des Reiches Charon wurden diese Gesetze erlassen, deren Einhaltung mehr oder weniger stark durchgesetzt wird, je nachdem wie viel Macht die lokalen Vertreter der Hierarchie haben und wie korrupt sie sind. Dieser Code of Charon verbietet im Besonderen die Interaktion mit den Lebenden.

### Die Arcanoi und die Gilden
Die Arcanoi sind die übernatürlichen Fähigkeiten, die die Wraith erlernen können. Zu jedem Arcanoi gibt es eine Gilde.
Argos
Die Kunst des Reisens, speziell im Tempest ist das Handwerk der Harbinger Gilde.
Castigate
Die Kunst, den Shadow zu zähmen und dadurch gegen Oblivion zu kämpfen, ist das Handwerk der Pardoners, die als Gruppe anerkannt werden, obwohl sie keine formell Gilde sind oder waren.
Embody
Die Kunst, den Corpus in die stoffliche Welt (Skinlands) zu projizieren und dadurch mit Lebenden zu interagieren, ist das Handwerk der Proctors. So etwas zu tun ist jedoch verboten (siehe Gesetze Stygias).
Fatalism
Die Kunst, das Zeichen des Schicksals in einer Seele zu lesen und so Vergangenheit, Gegenwart und Zukunft einer Person zu erfahren, ist das Handwerk der Oracles.
Inhabit
Die Kunst, Kontrolle über unbelebte Gegenstände auszuüben, ist das Handwerk der Artificers, die auch dafür bekannt sind, die Seelenschmieden zu betreiben und die Körper anderer Wraith in unbelebte, metallische Objekte zu verwandeln.
Keening
Die Kunst, durch Lieder und Gesang Gefühle zu beeinflussen, ist das Handwerk der Chanteurs.
Lifeweb
Die Kunst, die Fettern und deren Verbindungen zu Wraith zu manipulieren, ist das Handwerk der Monitors-Gilde.
Moliate
Die Kunst, den Corpus eines Wraith zu verändern, ist das Handwerk der Masquers. Dieses Arcanoi erlaubt auch das dauerhafte erschaffen weicher Gegenstände, wie Stoffe, wenn man es in einem mit dem Seelenschmieden vergleichbaren Prozess anwendet.
Outrage
Die Kunst, Telekinese zu nutzen, um die stoffliche Welt zu beeinflussen, wird den Spooks zugeordnet, von denen man gemeinhin annimmt, dass sie nur formell eine Gilde sind, aber keine Struktur haben.
Pandemonium
Die Kunst, Chaos in einer Art zu verbreiten, die für Geister angemessen ist und gewöhnlich genutzt wird, um Lebende von einem Ort zu vertreiben, wird den Haunters zugerechnet.
Phantasm
Die Kunst, die Träumen der Lebenden zu beeinflussen, erlaubt auch in den Schattenlanden Illusionen zu erschaffen und wird der Sandmen-Gilde zugerechnet.
Puppetry
Die Kunst, den Körper eines Lebenden zu übernehmen, wird auch als hautreiten bezeichnet und von der Puppeteers-Gilde benutzt, obgleich Anwendung dieses Acanoi von der Hierarchie schwer geahndet wird.
Usury
Die Kunst, Pathos zu beeinflussen, kann auch genutzt werden, den Corpus zu heilen oder zu schädigen, und wird von den Usurers praktiziert.
Eine untergeordnete Rolle spielen die folgenden Acanoi und ihre Gilden, die nicht im Grundbuch behandelt werden:
Flux
Die Kunst, Materie in der stofflichen Welt zu beeinflussen, gehört zu einer Gruppe, die sich Alchemists nennt.
Mnemosynis
Die Kunst, Erinnerungen zu beeinflussen, wurde von den Mnemoi verwendet, die einst die Richter in der Unterwelt waren, aber wegen eines Verbrechen aufgelöst wurden, an das sich keiner erinnern kann.
Intimation
Die Kunst, die Wünsche und Bedürfnisse einer anderen Person zu beeinflussen und zu verändern, ist besonders wegen der Gefahr gefürchtet, Passions zu manipulieren. Die Solicitors nutzten dieses Arcanoi.
Daneben gibt es noch eine Vielzahl weiterer Arcanoi in anderen Zusatzbüchern, die entweder anderen Totenreichen zugeordnet sind, oder mittlerweile durch die oben beschrieben Arcanoi ersetzt wurden (wie z. B. eine Version von Inhabit aus Zeiten mit niedrigeren Technologie-Niveau).

### Die Legionen Stygias
Die Legionen Stygias sind:
The Iron Legion
Die eiserne Legion. Geführt von der Ashen Lady. Die eiserne Legion besteht aus Wraith, die an Altersschwäche starben.
The Skeletal Legion
Die skelettene Legion. Geführt vom Skeletal Lord. Die skelettene Legion besteht aus dem Opfern von Krankheiten.
The Grim Legion
Die grimme Legion. Geführt vom Smiling Lord. Die grimme Legion besteht aus dem Opfern von Gewalt.
The Penitent Legion
Die reuige Legion. Geführt von der Laughing Lady. Die Legion besteht aus dem Opfern von Wahnsinn.
The Emerald Legion
Die Smaragd-Legion. Geführt vom Emerald Lord. Die Legion besteht aus den Opfern von Pech.
The Silent Legion
Die stille Legion. Geführt vom Quiet Lord. Die Legion besteht aus Opfern von Verzweiflung.
The Legion of Paupers
Die Legion der Armen. Geführt vom Beggar Lord. Die Legion besteht aus dem Opfern des Übernatürlichen.
The Legion of Fate
Die Legion des Schicksals. Geführt durch die Ladies of Fate. Die Legion besteht aus denen, die das Schicksal dazu bestimmt hat.

### Totenreiche
Die Totenreiche in anderen Teilen der Welt sind unter anderem:
Dark Kingdom of Ivory (dt. Dunkles Königreich des Elfenbeins)
Die akrifkanische Unterwelt. Wird von ihren Bewohnern auch Busch der Geister genannt.
Dark Kingdom of Jade (dt. Dunkles Königreich der Jade)
Die herrschende Macht in der asiatischen Unterwelt. Wird von seinen Bewohnern das Reich der Mitte genannt und zeichnet sich vor allem durch seine Nähe zu Yomi, einer Serie von Höllenreichen mit sehr speziellen Themen aus, die von den Yama Königen regiert wird. Das Rollenspiel Kindred of the East ist eng mit dem asiatischen Totenreich verknüpft. Zu diesem Totenreich existieren ein Quellenband und ein Abenteuerband.
Dark Kingdom of Flint (dt. Dunkles Königreich des Flint / Feuerstein)
Die ewigen Jagdgründe der amerikanischen Ureinwohner. Dieses Reich wurde vom stygischen Imperium zerstört und das Territorium in den Schattenlanden erobert.
Dark Kingdom of Obsidian (dt. Dunkles Königreich des Obsidian)
Das Totenreich von Zentral- und Südamerika. Von den Einwohnern auch Smoking Mirror (dt. sinngemäß Verschleierter Spiegel) genannt. Wurde weitgehend vom stygischen Imperium erobert.
Dark Kingdom of Sand (dt. Dunkles Königreich des Sandes)
Auch bekannt als Khem oder Duat. Die Unterwelt Ägyptens
The Sunless Sea (dt. Das sonnenlose Meer)
Eine lose Ansammlung verschiedener Unterwelten in Polynesien
Dark Kingdom of Clay (dt. Dunkles Königreich des Lehm)
Die Unterwelt Australiens
Swar
Die scheinbar paradiesische Stadt der toten Hindus.
Enclaves of Wire (dt. Die Enklaven des (Stachel-)Drahts)
Eine lose Ansammlung vom Protektoraten unter der Kontrolle der Dybuks, den Geistern der Opfer des Holocaust.
New Orleans
Offiziell zum Dunklen Königreich des Elfenbeins gehörend ist die Stadt mehr ein Freistaat und Heimat einer Gruppe von Wraith, die sich „Les Invisibles“ (dt. Die Unsichtbaren) nennen. Die Unsichtbaren sind auch in weiten Teilen der Karibik zu finden und dafür bekannt, das Arcanoi Puppetry auf bereitwillige Menschen anzuwenden.

## Übernatürliche Wesen und der Tod
- Dämonen, wie sie in dem Spiel Demon: The Fallen vorkommen tauchen erst nach dem Ende des Totenreichens, wie es in Wraith: The Oblivion beschrieben wird, in der Welt auf. Als eigene Art von Geistern die ein Wirtskörper brauchen sind sie nach dem Tod eines Wirts wieder geister-artig, aber nicht mit Wraith zu vergleichen.
- Jäger, wie sie in dem Spiel Hunter: The Reckoning vorkommen sind durch ihre Überzeugung davor geschützt, nach dem Tod Wraith zu werden. Zusätzlich sind das Auftauchen der ersten Jäger und das Ende des Totenreiches wie in Wraith: The Oblivion beschrieben ungefähr gleichzeitige Ereignisse.
- Mumien, wie sie vor den Ereignissen aus Mummy: The Resurrection in den Quellenbüchern A World of Darkness: Mummy[2] und Mummy (2nd Edition)[3] beschreiben wurden, waren in den Zeiten, die ihre Körper nach der Vernichtung zur Neubildung brauchten, effektiv Wraith. Mumien nach den Ereignissen die in Mummy: The Resurrection geschildert werden verbleiben in einem geisterartigen Zustand, während ihr Körper sich neu bildet, doch dies ist nicht mit einer Existenz als Wraith zu vergleichen.
- Vampire, wie sie im Spiel Vampire: The Masquerade vorkommen, werden gewöhnlich keine Wraith. Durch den Fluch des Vampirismus sind ihre Seelen verdammt.
- Wechselbälger, wie sie in dem Spiel Changeling: The Dreaming vorkommen werden wiedergeboren, das ist essentieller Bestandteil ihrer unsterblichen Feenseele.
- Werwölfe, und wohl auch die anderen Gestaltwandlerrassen, wie sie im Spiel Werewolf: The Apocalypse vorkommen, kehren nach dem Tod zu Gaia zurück; Einige Werwolf-Bücher deuten allerdings eine Wiedergeburt als Werwolf an. Werwölfe, die von Gaia entfremdet sind, können jedoch in seltenen Fällen Wraith werden.[4]

## Ende der Spielwelt
Es ist das einzige Spiel, das offiziell schon vor dem Ende der Spielreihe „World of Darkness“ beendet wurde. Der Abschluss-Quellenband Ends of the Empire lässt dabei die Unterwelt in einem anhaltenden, gewaltigen Unwetter, dem sechsten und bislang heftigsten Maelstorm zurück. Während dieser Umstand in Quellenmaterial anderen älterer Spielserien wenig Einzug hält (z. B. bei den Vampiren des Clans Giovanni aus Vampire: The Masquerade oder den Werwölfen des Stamms der Stillen Wanderern aus Werewolf: The Apocalypse) ist er essentieller Bestandteil der Spielserien, die zeitgleich mit dem oder nach dem offiziellen Ende von Wraith: The Oblivion gestartet werden, namentlich Hunter: The Reckoning, Mummy: The Resurrection und Demon: The Fallen.
White Wolf veröffentlichte auch ein Nachfolgespiel, das das Geister-Thema innerhalb der World of Darkness aufgreift: Orpheus

### Spielregeln
Es sind keine deutschsprachigen Bücher zu Wraith: The Oblivion erschienen, doch eine Liste aller englischsprachigen Publikationen ist in der englischsprachigen Wikipedia zu finden und List of Wraith: The Oblivion books.